# きみはいい人、チャーリー・ブラウン

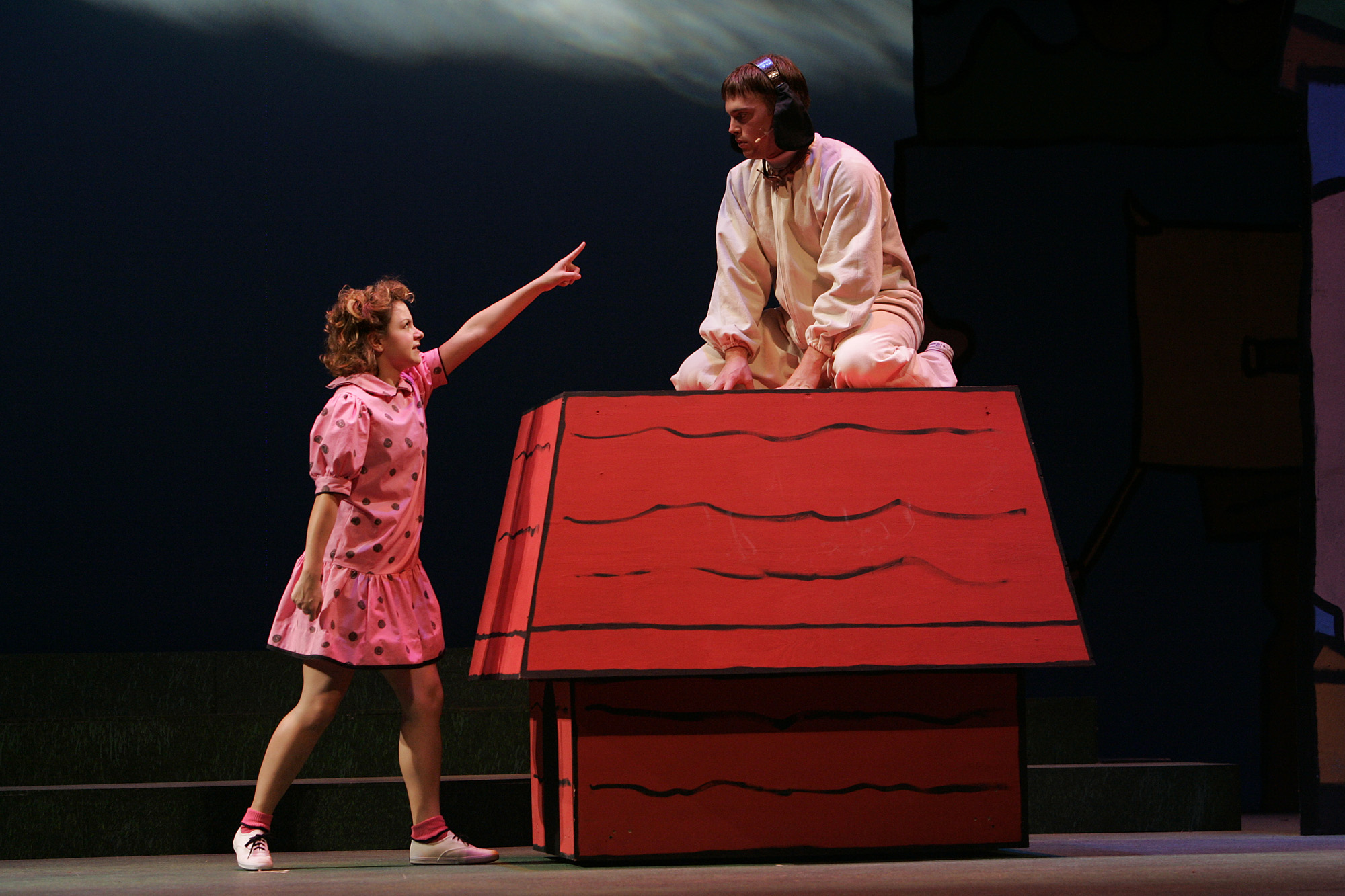
劇中の一場面より。2005年、Otterbein University Theatre & Danceにて撮影

『きみはいい人、チャーリー・ブラウン』(You're a Good Man, Charlie Brown)は1967年クラーク・ゲスナー脚本・作曲・作詞のミュージカルであり、チャールズ・M・シュルツ原作の漫画『ピーナッツ』を原作としている。当初、オフ・ブロードウェイで上演され後にブロードウェイで上演された。興行としての上演の他、アマチュアによる上演もしばしば行われている。日本初演は1977年の玉川学園高等部演劇部による。

## 登場人物
- チャーリー・ブラウン
- ルーシー
- サリー(1977年の日本初演には登場せず)
- ライナス
- シュローダー
- スヌーピー
- パティー(1977年の日本初演のみ)

## キャスト・スタッフ
なお、欠番や調査しても不明な場合は空白にしてある。
|                      | 1977               | 2000           | 2017             | 2021             |
| チャーリー・ブラウン | 坂本九             | 小堺一機       | 村井良大         | 花村想太         |
| ライナス             | 青井陽治           | 佐野瑞樹       | 古田一紀         | 岡宮来夢         |
| ルーシー             | 宮島美智子         | 土居裕子       | 高垣彩陽         | 宮澤佐江         |
| シュローダー         | 田村蓮             | 本間憲一       | 東山光明         | 植原卓也         |
| サリー               | サリー             | 池田有希子     | 田野優花         | 林愛夏           |
| パティー             | 長島亮子           |                |                  |                  |
| スヌーピー           | 宇田郁馬           | 市村正親       | 中川晃教         | 中川晃教         |
| オスマー先生         |                    |                | 大和悠河         | 大和悠河         |
| 演出                 | 竹邑類             | 青井陽治       | 小林香           | 小林香           |
| 翻訳・訳詞           | 青井陽治           | 青井陽治       | 小林香           | 小林香           |
| 翻訳・訳詞           | 谷川俊太郎         | 青井陽治       | 小林香           | 小林香           |
| 音楽監督             | 水谷良一           | 深沢桂子       | 佐藤真吾         | 前嶋康明         |
| 会場                 | ヤクルトホール(20) | 博品館劇場(30) | シアタークリエ他 | シアタークリエ他 |

1977年の初演データ
- 作：ジョン・ゴードナー
- 作詞曲：クラーク・ゲスナー
- 翻訳：青井陽治
- 翻訳協力：谷川俊太郎
- 企画、製作：川村文雄
- 演出：竹邑類
- 振付け：中川久美
- 音楽監督：水谷良一
- 美術：倉本政典
- 照明：勝柴次男
- 音響：大内光久
- 演出助手：三田村晴夫
- 舞台監督：美野和彦
- 衣装提供：株式会社ファミリア
- GUID and Producer： JAPAN PIX

## 楽曲
(2017年日本版)
第1幕
オープニング
きみはいい人、チャーリー・ブラウン
ランチタイム後
シュローダー
スヌーピー
ボクの毛布とボク
凧揚げ
精神分析
ベートーベン・デー
うさぎ狩り
読書感想文
第2幕
レッド・バロン
わたしの新しい哲学
ベースボール・ゲーム
グリークラブ・リハーサル
あまり知られていない事実
サパータイム
Happiness
アンドリュー・リッパによる追加曲が含まれる。原曲のタイトルはピーナッツ (漫画)#ミュージカル参照。